# میگل ترووادا
میگل ترووادا (انگلیسی: Miguel Trovoada؛ زادهٔ ۲۷ دسامبر ۱۹۳۶) سیاست‌مدار اهل سائوتومه و پرنسیپ است. وی دو بار از ۳ آوریل ۱۹۹۱ تا ۱۵ اوت ۱۹۹۵ و از ۲۱ اوت ۱۹۹۵ تا ۳ سپتامبر ۲۰۰۱ رئیس‌جمهور این کشور بود.